# Наука у Данії

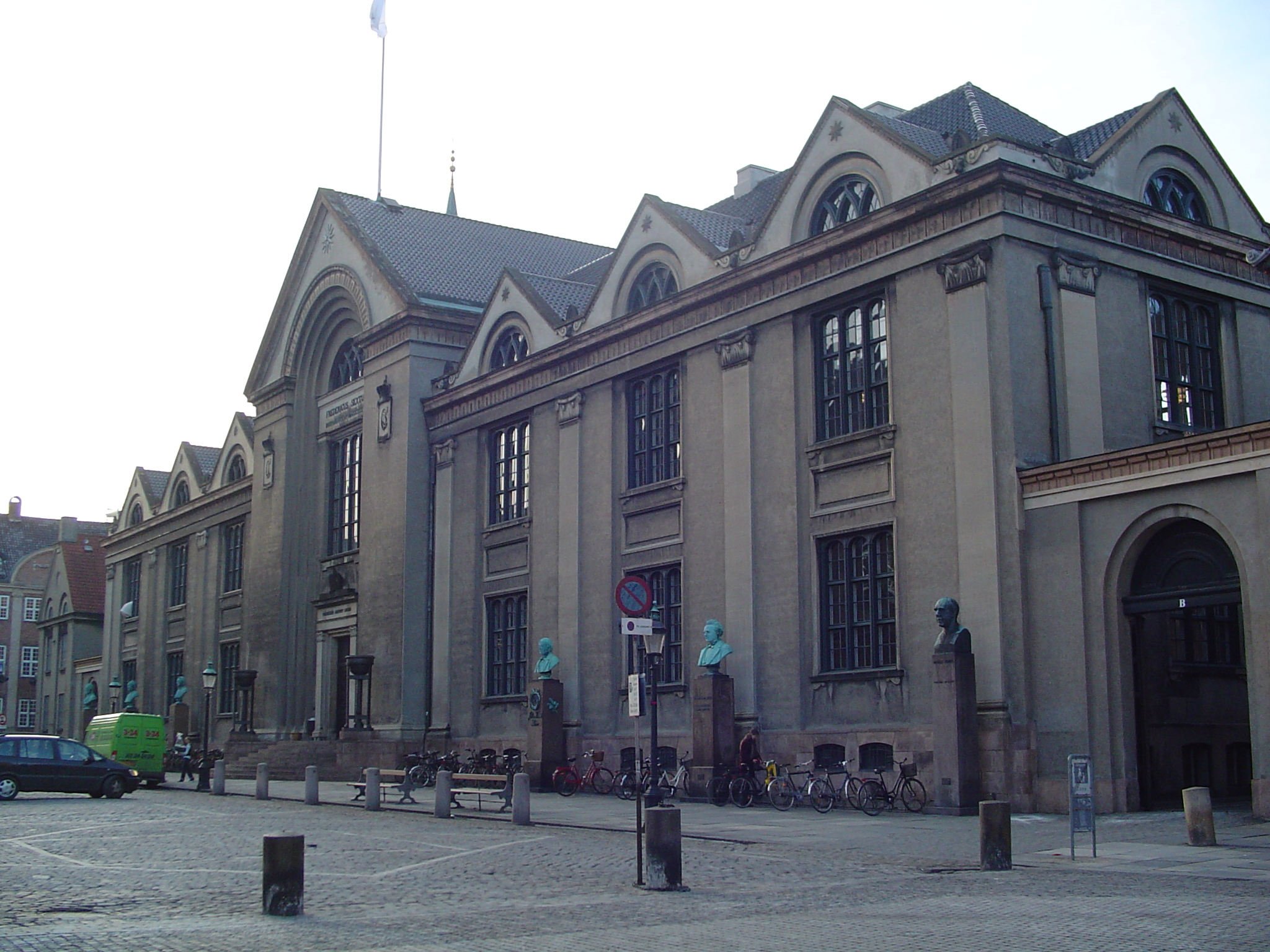
Копенгагенський університет

Наука у Данії почала розвиватися в XV столітті. У 1479 році був заснований Копенгагенський університет, один з найстаріших університетів в Північній Європі. Астроном Тихо Браге заснував обсерваторію Ураніборu, і його спостереження використав Кеплер для виведення своїх законів небесної механіки.
Засновником школи фізики в Копенгагенському університеті став данський фізик XIX століття Ганс Християн Ерстед, дослідник електромагнетизму і творець першого термоелемента, в чию честь названа одиниця напруженості магнітного поля.

## XX століття
У 1908 році відомий ботанік, фізіолог і генетик Вільгельм Йогансен ввів поняття «ген», «генотип». З 1918 року Данія стає одним з великих центрів вивчення фізики атома, провідну роль в цьому відіграє Нільс Бор.
Між 1928 і 1938 роками за кошти приватних фондів Рокфеллера та Карлсберг у Копенгагені було побудовано три наукові центри: Рокфеллерівський інститут у Копенгагені, Біологічний інститут Фонду Карлсберг, Інститут генетики людини. Також у Інституті теоретичної фізики за кошти Фонду Рокфеллера було побудовано циклотрон.
Данський програміст Б'ярн Страуструп на початку 1980-х років дав практичну реалізацію парадигмі об'єктно-орієнтованого програмування, створивши мову програмування С++.

## Данські науковці
У 1920-ті — 1930-ті роки в Данії працювала низка вчених світового рівня в галузі біології та медицини, серед яких фізіолог тварин Август Крог, фізіолог рослин Петер Бойсен-Єнсен, клітинний біолог Альберт Фішер, біохімік Кай Ульрік Ліндерстрем-Ланг.
Серед данських громадян було 10 Нобелівських лауреатів з фізики, хімії, фізіології або медицини:
- Нільс Рюберг Фінзен, фізіологія або медицина, 1903
- Август Крог, фізіологія або медицина, 1920
- Нільс Бор, фізика, 1922
- Йоганес Фібігер, фізіологія або медицина, 1926
- Генрік Карл Петер Дам, фізіологія або медицина, 1943
- Оге Нільс Бор, фізика, 1975
- Бен Рой Моттельсон, фізика, 1975
- Нільс Єрне, фізіологія або медицина, 1984
- Єнс Крістіан Скоу, хімія, 1997
- Мортен Мелдал, хімія, 2022